# Statsministerens kontor
Statsministerens kontor (kurz SMK; deutsch Amt des Ministerpräsidenten oder Amt der Ministerpräsidentin) ist die Bezeichnung für das Sekretariat des norwegischen Ministerpräsidenten (Statsminister). Aufgabe des SMK ist es, den Ministerpräsidenten in seiner Arbeit als Regierungschef zu unterstützen. Seit Oktober 2021 ist Jonas Gahr Støre der Ministerpräsident des Landes.

## Geschichte

### Vor der Gründung
In der Zeit zwischen 1814 und 1939 bestand keine dem heutigen SMK entsprechende Einrichtung. Stattdessen waren die Ministerpräsidenten meist zugleich Leiter eines Ministeriums, welches dann die Unterstützung in den Aufgaben als Regierungschef übernahm. Lediglich Frederik Stang zwischen 1873 und 1880 sowie Christian Michelsen von Juni bis Oktober 1905 übernahmen kein Ministeramt in ihrer Zeit als Ministerpräsident. Bis 1906 hatte der jeweilige Ministerpräsident einen Sekretär.

### Gründung und Zeit unter dem Zweiten Weltkrieg
Ab Beginn des Zweiten Weltkriegs wurde mit der Tradition gebrochen, dass der Ministerpräsident nebenbei noch einen Ministerposten übernahm. Dies geschah, damit sich der Ministerpräsident angesichts des Kriegs vollständig seiner Rolle als Regierungschef widmen könne. Die Mittel für einen neuen Ministerposten wurden vom norwegischen Nationalparlament Storting im September 1939 bewilligt. Zunächst war ein Ministerposten für ein Krisenministerium (Krisedepartement) geplant, die Bezeichnung wurde schließlich auf Statsministerens kontor geändert.
Das SMK wurde am 2. Oktober 1939 gegründet und bezog zunächst zwei Büros im G-blokken. Dabei wurde die bis 1906 bestehende Sekretärsstelle erneut eingerichtet. Es wurde geplant, das SMK mit dem für die gesamte Regierung zuständigen Statsrådssekretariatet zusammenzulegen. Aufgrund der Besatzung Norwegens durch deutsche Truppen kam es nicht zu dieser Zusammenlegung. Die norwegische Regierung unter Johan Nygaardsvold floh nach London, wo das SMK mehr Stellen bekam. In Norwegen wurden unterdessen die Ministerien von der Okkupationsmacht übernommen. Die Büros des SMK wurden bis 1942 von Vidkun Quisling, dem Vorsitzenden der Nasjonal Samling (NS) übernommen. Als Quisling im Februar 1942 als Regierungschef einer Marionettenregierung eingesetzt wurde, zog er in das Königliche Schloss um.

### Nach Ende des Zweiten Weltkriegs
Nach Ende des Zweiten Weltkriegs zog das SMK zurück in das Gebäude G-blokken ein, wo es bis 1958 verblieb. Es folgte der Umzug in das neu fertiggestellte Regierungsgebäude Høyblokken. Im Jahr 1969 erfolgte die bereits während des Zweiten Weltkriegs geplante Zusammenlegung mit dem Statsrådssekretariatet.
Nachdem beim Terroranschlag auf das Regierungsviertel der Sitz des Ministerpräsidenten im Regjeringskvartalet zerstört worden war, zog das Statsministerens kontor im September 2011 in ein Gebäude des Verteidigungsministerin in der Festung Akershus ein. Im Jahr 2019 wurde beschlossen, dass das SMK nicht wie ursprünglich geplant zurück in den ursprünglichen Sitz, den Høyblokken, einziehen soll. Stattdessen soll es in einem Neubau unterkommen.

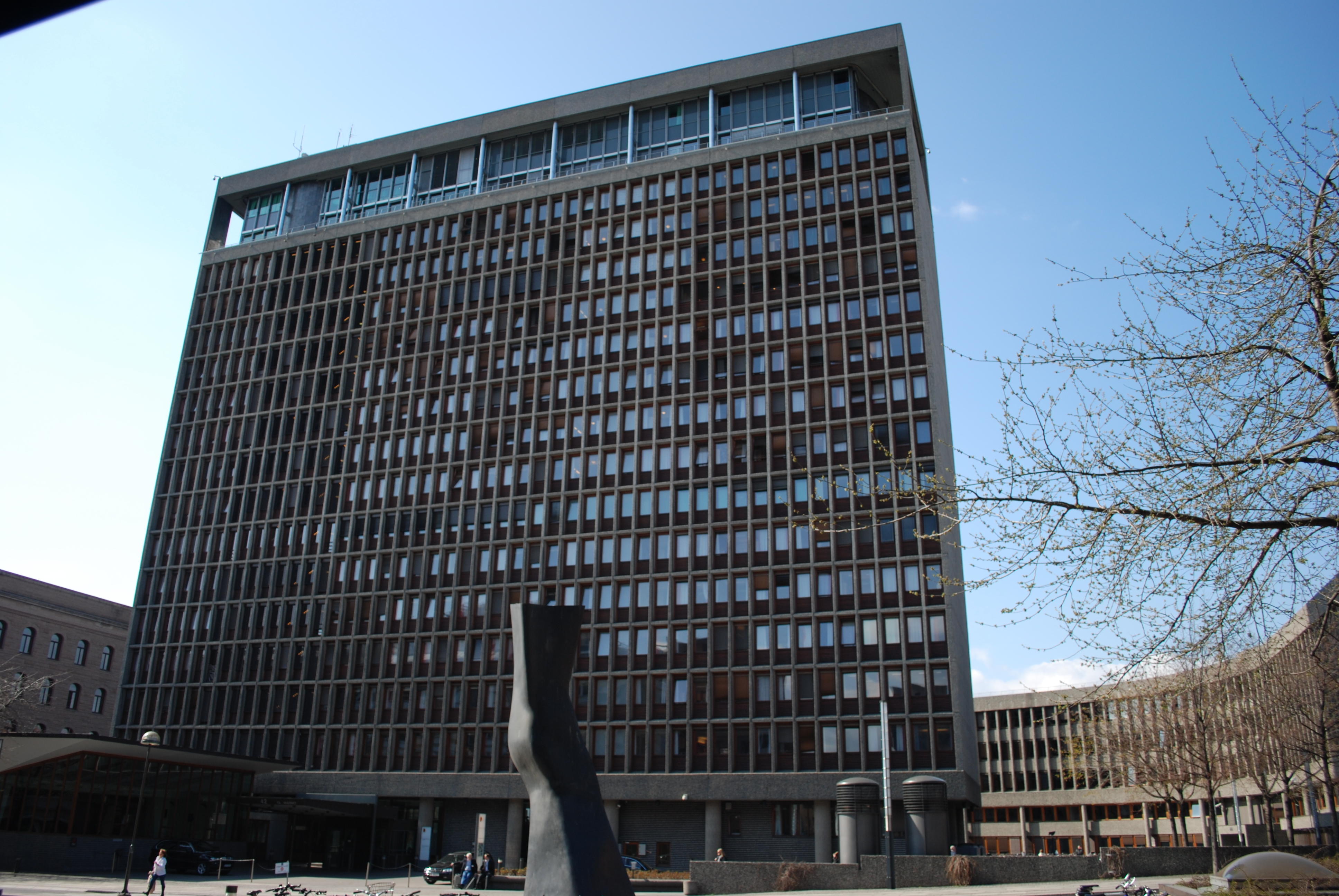
Høyblokken, von 1958 bis 2011 der Sitz des SMK
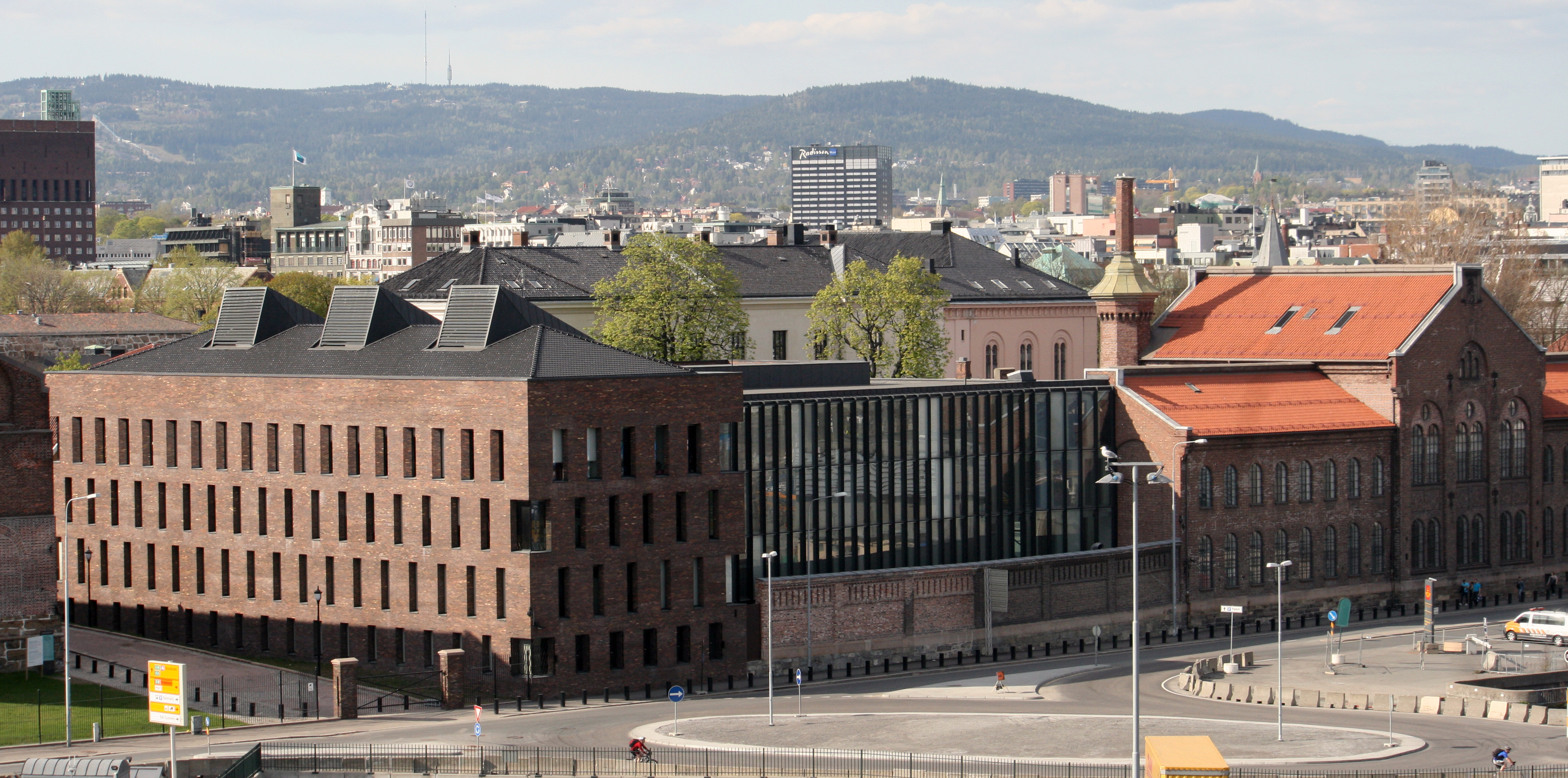
Sitz des SMK seit 2011

## Aufgabenbereich
Das Statsministerens kontor dient als gemeinsame Verwaltung der Regierung. Oberstes Ziel ist es, die Arbeit des Ministerpräsidenten bei der Leitung und Koordination der Regierungsarbeit zu unterstützen. Dabei gehört unter anderem auch das Vorbereiten, Durchführen und Nacharbeiten der Kabinettssitzungen zur Arbeit der Behörde. Auch die Organisation der Treffen der Regierung mit dem norwegischen König sind Teil der Arbeit des SMK.
Eine weitere Zuständigkeit liegt bei der Koordination zwischen dem norwegischen Nationalparlament Storting und der Regierung. So ist das Amt des Ministerpräsidenten für die Beteiligung der Regierungsmitglieder an Debatten und Fragestunden im Parlament verantwortlich. Neben den innenpolitischen Tätigkeiten unterstützt das Statsministerens kontor auch die außenpolitische Arbeit des Ministerpräsidenten. Zudem hat es die Funktion als Arbeitgeber für die Politiker aller Ministerien.
Die Verwaltung des SMK wird vom sogenannten Regjeringsråd (deutsch Generalsekretär der norwegischen Regierung) geleitet. Die politische Leitung liegt beim Ministerpräsident und dessen Staatssekretären.